# Haplochromis paucidens
Haplochromis paucidens é uma espécie de peixe da família Cichlidae.
Pode ser encontrada nos seguintes países: República Democrática do Congo e Ruanda.
Os seus habitats naturais são: lagos de água doce.